# José Ferraz y Cuadrado
José Ferraz y Cuadrado (Valencia, 27 de febrero de 1918 - Valencia, 31 de octubre de 2017) fue un aristócrata español, V marqués de Amposta, caballero de la Real Hermandad del Santo Cáliz y Cuerpo de la Nobleza Valenciana.

## Biografía
Ferraz y Cuadrado se licenció en Filosofía y Letras. Ejerció la abogacía así como también fue capitán del arma de Infantería. Heredó el cargo de marqués de Amposta en 1959 tras la muerte de su padre José Ferraz y Penelas. Al enviudar por la muerte de su mujer en 2004, cedió el título en su hijo José María Ferraz y Español. También ocupó el cargo de la presidencia de la junta de gobierno de la Gran Asociación de Beneficencia Domiciliaria Nuestra Señora de los Desamparados, cargo que ostentó entre el 5 de abril de 1961 y el 29 de enero de 1976. 
Casado con María de la Cruz Español y Laplana, el matrimonio tuvo ocho hijos: Ana María, María José, María Ascensión, María Teresa, José María (VI marqués de Amposta) María Cruz, María del Carmen y Fernando.